# Eduard Hölder
Eduard Otto Hölder (* 27. November 1847 in Stuttgart; † 14. April 1911 in Baden-Baden) war ein deutscher Jurist und wirkte an verschiedenen Universitäten als Professor des Römischen Rechts.

## Werdegang

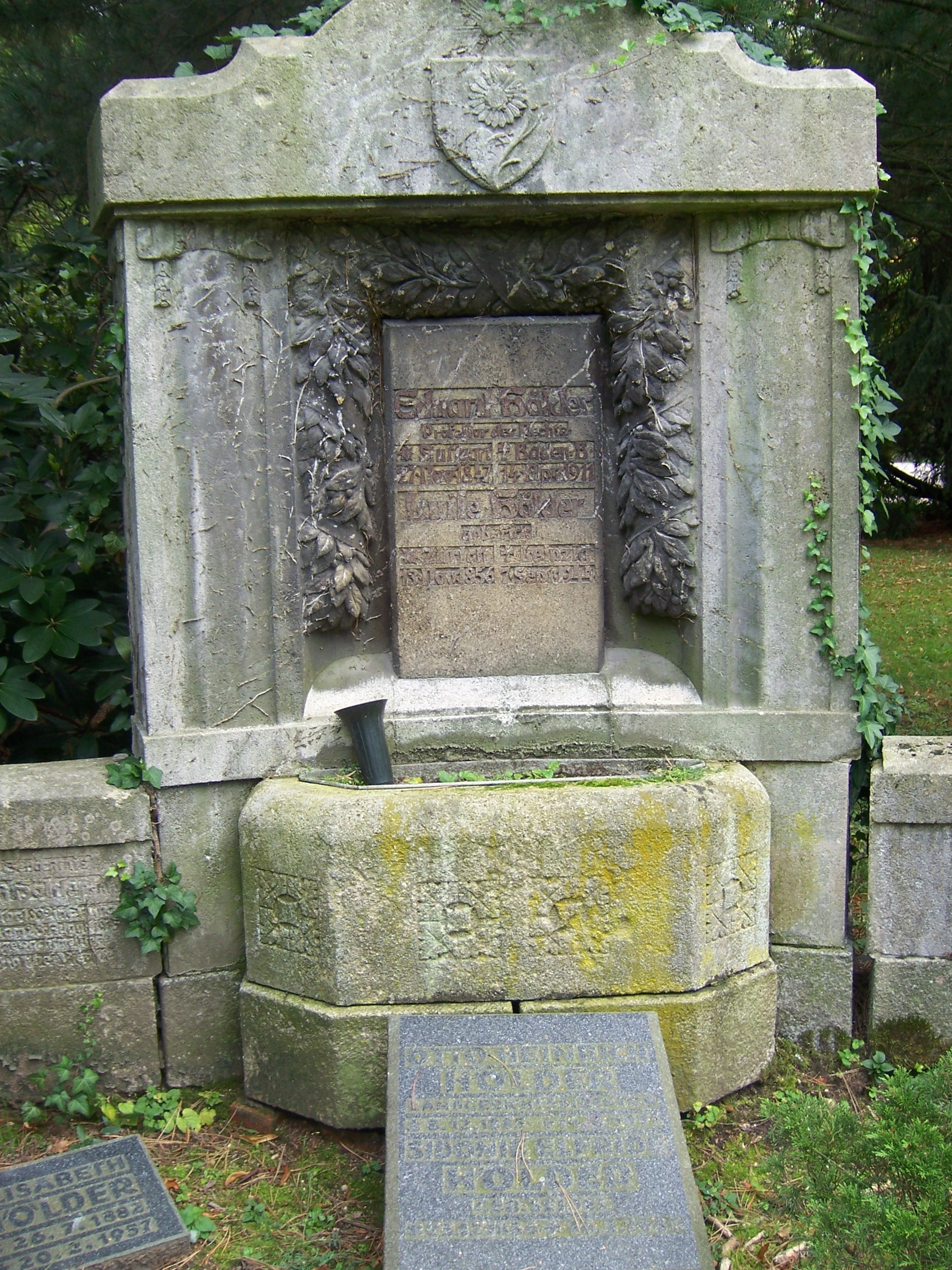
Grabstätte Eduard Hölder auf dem Südfriedhof in Leipzig

Eduard Hölder absolvierte von 1865 bis 1870 sein Jurastudium in Tübingen und wurde dort 1865 Mitglied der Studentenverbindung Staufia. 
Er wurde, ohne je Privatdozent gewesen zu sein, 1872 Professor des Römischen Rechts in Zürich, wirkte danach ab 1874 in derselben Funktion in Greifswald, ab 1888 in Erlangen und schließlich von 1893 bis zu seinem Tod an der Universität Leipzig, wo er den Lehrstuhl des verstorbenen Bernhard Windscheid übernahm. Hölder war dreimal Dekan der dortigen juristischen Fakultät, im akademischen Jahr 1909/10 hatte er das Rektorat inne.
Seine Werke werden zum Teil bis heute nachgedruckt, zuletzt im Jahr 2002 sein „Kommentar zum allgemeinen Theil des Bürgerliches Gesetzbuchs“.

## Hauptwerke
- Pandekten. Allgemeine Lehren, mit Rücksicht auf den Civilgesetzentwurf. Freiburg i. B.: Mohr 1891.
- Kommentar zum allgemeinen Teil des Bürgerliches Gesetzbuchs. München: Beck 1900.
- Natürliche und juristische Personen. Leipzig: Duncker & Humblot 1905.